# Nippon Express
La Nippon Express (日本通運株式会社?, Nippon Tsūun Kabushiki-gaisha) (chiamata spesso Nitsu) è una azienda giapponese attiva nel servizio postale rapido.

## Storia
Fondata nel 1937 in seguito alla fusione sostenuta dal governo di diverse imprese di trasporto locale, l'azienda è presente in 40 nazioni e ha un fatturato annuo stabilmente superiore ai 14 miliardi di dollari americani. L'azienda è quotata nel Nikkei 225 della Borsa di Tokyo.